# Stefan Gembicki (wojewoda łęczycki)
Stefan Gembicki herbu Nałęcz (ur. 1584, zm. 1653) – wojewoda łęczycki.

## Rodzina
Syn Jana (zm. 1602), podczaszego poznańskiego, i Katarzyny Cieleckiej. Brat Jana, biskupa płockiego i kujawskiego, Piotra, biskupa krakowskiego i przemyskiego, Andrzeja, biskupa łuckiego, Krzysztofa, kasztelana gnieźnieńskiego i inowrocławskiego, Bonawentury, podczaszego poznańskiego i Zofii, późniejszej żony Stanisława Przyborowskiego, kasztelana rogozińskiego.
Poślubił Elżbietę Grudzińską, córkę Stefana, kasztelana nakielskiego.
Ojciec Pawła, kasztelana santockiego, miedzyrzeckiego i łęczyckiego, Wawrzyńca, kanonika krakowskiego i proboszcza miechowskiego. Pierwsza córka Mariannna poślubiła Franciszka Hieronima Gostomskiego, a po owdowieniu pułkownika i kasztelana czernihowskiego Jana Odrzywolskiego, następnie Zbigniewa Ossolińskiego, kasztelana czerskiego. Druga córka Anna Petronela poślubiła kanclerza wielkiego koronnego Stefana Korycińskiego. Trzecia córka Dorota, poślubiła pierwsze Macieja Pstrokońskiego, później Hieronima Grabińskiego, kasztelana sieradzkiego. Ostatnia córka Zofia była ksenią Benedyktynek w Ołoboku.

## Pełnione urzędy
Od 1614 piastował urząd cześnika kaliskiego. W latach 1617–1639 był kasztelanem Rogoźna. Od 1639 do śmierci pełnił stanowisko wojewody łęczyckiego.
Był też marszałkiem Trybunału Głównego Koronnego w 1643 roku oraz starostą miasta Nakło.
Poseł na sejm 1628 roku z województwa poznańskiego i kaliskiego, poseł na sejm 1631 roku z województwa łęczyckiego. Był elektorem Władysława IV Wazy z województwa poznańskiego w 1632 roku.